# Antje (Walross)

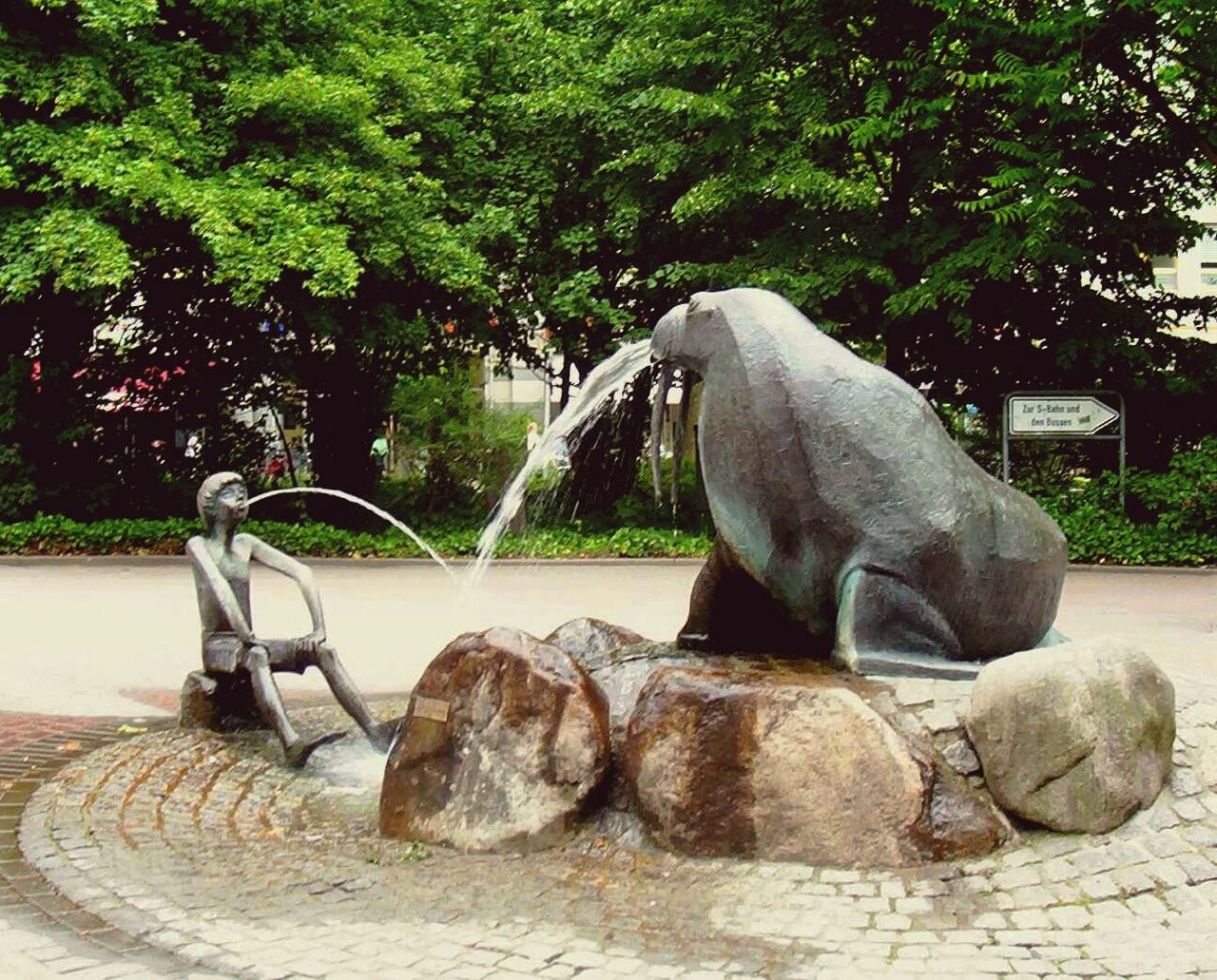
Antje-Brunnen in Hamburg-Poppenbüttel des Bildhauers Frijo Müller-Belecke

Antje (* 25. Mai 1976; † 17. Juli 2003 in Hamburg) war ein pazifisches Walross (Odobenus rosmarus divergens) des Hamburger Tierparks Hagenbeck, das lange Jahre das Maskottchen des NDR war. Es gibt Gerüchte, dass Antje ein Männchen war, das stimmt nach Auskunft des Chefpräparators des Zoologischen Museums der Uni Hamburg, Klaus Zwonarz, jedoch nicht. Das Tier habe eindeutig Zitzen am Bauch.
Das Bilderbuch „Wie Antje nach Hamburg kam“ erzählt die (fiktive) Lebensgeschichte des Walrosses Antje so: Das Tier wird von einer Heulerstation aufgegriffen, flüchtet nach Hamburg, besucht dort allerlei Hamburger Sehenswürdigkeiten und landet schließlich in Hagenbecks Tierpark. Das Ende der Geschichte dürfte der Wahrheit nahekommen: „Sie wurde berühmt und das kam so: Eines Tages kam ein Mann vom Fernsehen an ihrem Wasserbecken vorbei. Er suchte schon lange nach einem Wappentier für seinen Sender. Als er von Antje hörte, war er von ihrer Geschichte begeistert. Seitdem ist Antje sogar im Fernsehen zu sehen.“

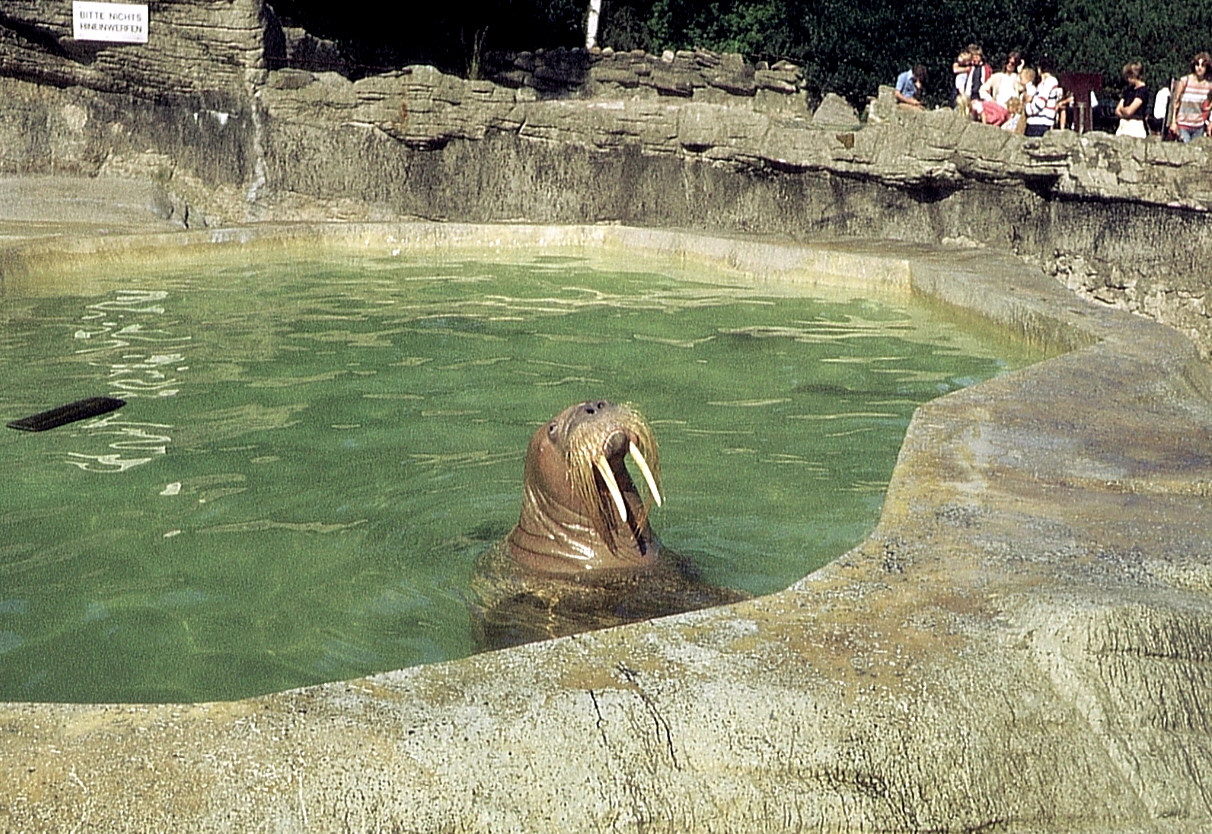
Antje 1982

NDR-Logo 1984–2001

1978 entstanden in Hagenbecks Tierpark Tieraufnahmen als Pausenfüller während einer Sendepause für das werbefreie NDR-Fernsehen, darunter auch ein kurzer Film mit Antje, in dem das Walross, auf den Beckenrand gestützt, mit Kinn und Bauch Wasser an Land schwappen lässt und dabei das NDR-Logo „aufbläst“. Der Film, und damit das Tier, wurde schnell zum Publikumsliebling, so dass der NDR 1984 das Walross in sein Logo aufnahm: in einem Kreis erschien der Kopf des Walrosses im Profil, darunter die Buchstaben NDR. Viele Zuschauer besuchten auch die echte Antje im Tierpark, wo die Fütterungen, bei denen Antje aus dem Wasser robbte und Mundharmonika blies, zu den Attraktionen gehörten. Obwohl sie, von einem Gastauftritt in der Sesamstraße abgesehen, nie eine echte Fernsehrolle bekam, avancierte sie zu einer echten Fernsehgröße. Mit dem Walross Antje eröffnete sich für den NDR eine ungeahnte Einnahmequelle in Form zahlreicher Antje-Merchandising-Produkte.
Der NDR produzierte in den 1990ern zwei "Barny der Schnüffler" Video-Filme, von denen der erste durch Hagenbecks Tierpark führte. Antje wurde hier als Freundin des Hundes "Barney" und Expertin für den Zoo dargestellt und konnte als einziges Zootier (durch eine Synchronstimme) sprechen. 
Der Direktor des Tierparks, Claus Hagenbeck, hatte das im Nordpolarmeer geborene Tier 1976 aus Moskau nach Hamburg bringen lassen. Mit nur 62 Kilogramm Gewicht war Antje damals noch recht zierlich, ausgewachsen brachte sie 750 kg auf die Waage.

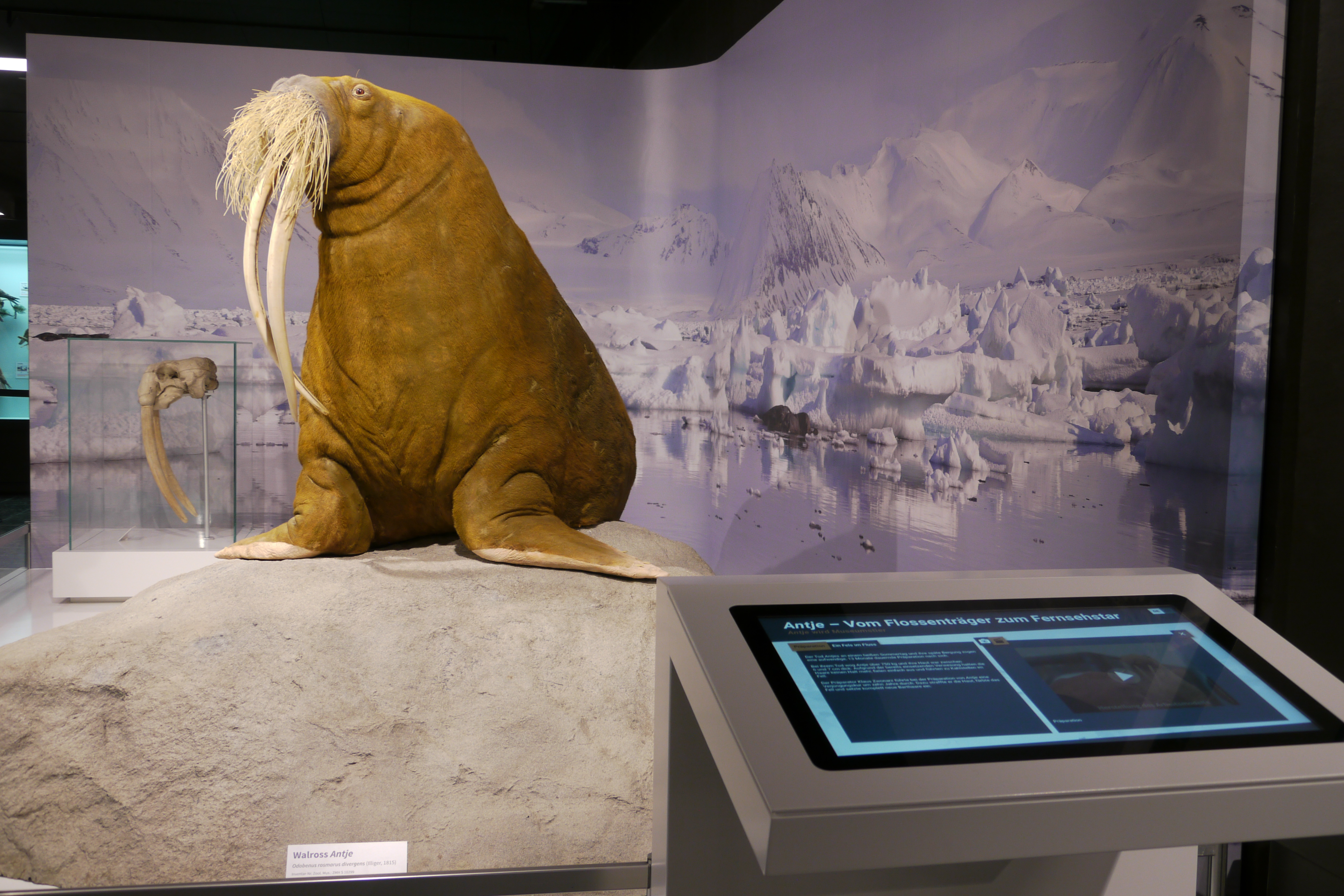
Walross Antje im Zoologischen Museum Hamburg mit Medienstation und Fototapete.

Bis 2001 blieb Antje im Logo des Senders abgebildet, teils animiert (Blinzel-Antje) als Umschaltfilm. Dann wurde das Logo im Rahmen einer Erneuerung des Senderdesigns abgeschafft. Der NDR kehrte zu einer Neuinterpretation seines ursprünglichen Sendemast-Logos zurück. Der Sender gab an, das Walross sei bei Informations- und Kultursendungen als Logo unpassend geworden. Trotzdem wurde das Tier von den NDR-Mitarbeitern geliebt. Laut der Wochenzeitung Die Zeit war aber vor allem NDR-Intendant Jobst Plog kein Freund von Antje – er soll sie intern als „stinkendes Fischtier“ bezeichnet haben. Sie wurde jedoch nicht komplett abgeschafft, sondern lebt in einer Kinderzeichentrickserie von Janosch weiter, die seit September 2003 ausgestrahlt wird. Janosch soll Antje vor den ersten Entwürfen im Zoo besucht haben.
Antje starb in der Nacht auf den 17. Juli 2003, nachdem sich ihr baldiger Tod bereits ein paar Tage vorher angekündigt hatte. Das Tier hatte bereits einige Tage lang nichts mehr gefressen und konnte das Becken nicht mehr verlassen. Antje erreichte jedoch ein Alter von 27 Jahren (durchschnittliche Lebenserwartung eines Walrosses: etwa 20 Jahre) und war damit eines der drei ältesten bekannten Walrosse der Welt. Der Tod des Tiers wurde sogar in den überregionalen Nachrichtensendungen der ARD gemeldet; diese werden allerdings vom NDR produziert.

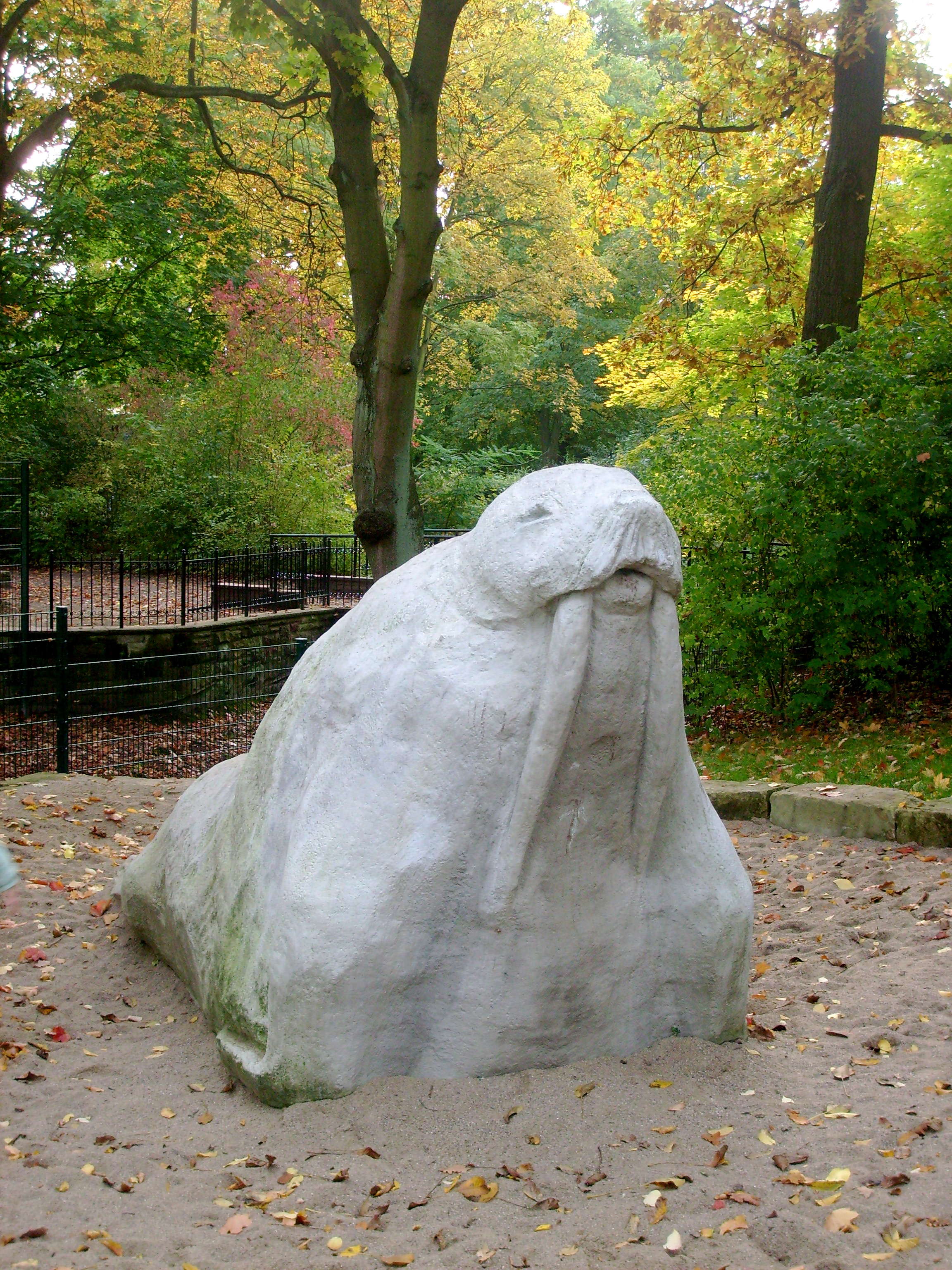
Statue in Bergedorf

Mittlerweile wurde Antje dermoplastisch konserviert und ist seit Anfang September 2004 im Zoologischen Museum von Hamburg zu besichtigen. Eine Bronze-Plastik des Walrosses steht als wasserspeiende Brunnenfigur am Alster-Einkaufs-Zentrum in Hamburg-Poppenbüttel, eine überlebensgroße Statue an einem Spielplatz hinter dem Bergedorfer Rathaus.